# Open Cobalt
Open Cobalt é um software gratuito (licença MIT) de código aberto para a construção, acesso e compartilhamendo de um mundo virtual tanto em redes de área local ou pela Internet, sem necessidade de servidores centralizados. Foi lançado em versão alfa em 2010.
A tecnologia do aplicativo permite criar facilmente espaços virtuais e espaços de aprendizado baseado em jogos. Ele também torna possível para as escolas e outras organizações a estabelecer livremente as suas próprias redes pública e privada em 3D, chat de voz, chat de texto e acesso a aplicativos de desktop remoto e serviços.
O Open Cobalt usa o ambiente de software Squeak, que é um sistema open source Smalltalk livremente disponível para Windows, Mac e Unix/Linux. Como acontece em quase todas as aplicações Smalltalk, Open Cobalt tem funcionalidade idêntica em qualquer plataforma. Como um sistema Smalltalk, normalmente pode ser atualizado enquanto o sistema estiver funcionando sem precisar reiniciar.

## Objetivos
O objetivo dos esforços do Open Cobalt são para estimular o uso de ambientes virtuais distribuídos, o avanço de simulações visuais, e aprofundar a colaboração no ensino, na pesquisa e no entretenimento pessoal - e ao fazê-lo:
1. estimular o desenvolvimento e a disseminação de compartilhamentos de mundos virtuais para o preparo, a observação e a avaliação da tomada de decisões colaborativas, encontrando e solucionando os problemas entre os membros de organizações virtuais e comunidades educativas e
2. criar as condições para o surgimento de uma sociedade livre, aberta e escalável em um espaço de informações globais em 3D.